# RBW
RBW（アールビーダブルユー、朝: 알비더블유; Rainbow Bridge World）は、大韓民国ソウル特別市にある芸能企画会社（芸能事務所）、総合エンターテインメント企業。キム・ジヌ（朝: 김진우）とキム・ドフン（朝: 김도훈）によって設立された。

## 概要
元々はRainbow bridge Agencyで、キム・ジヌを代表として、 キム・ドフン、 ファン・ソンジン、キム・ヒョンギュなど プロデューサーたちが集まって2010年3月に設立。
その後2015年3月WAエンターテインメントを吸収合併、 レインボーブリッジワールド、RBWに社名を変更した。 
事業内容は、アルバム製作及び芸能マネジメント事業、 コンテンツ企画制作、公演企画制作、教育プログラムなど。 Cloud R、RBW Vietnam、RBW JAPANを含むWMエンターテイメントまで、すべての権利音楽をあつかう。
アーティストとしてMAMAMOO、VROMANCE、ONEUS、ONEWE、 PURPLE KISS、jin-ju、そして最近ではKARAとパイオッツンなどが所属している。

## 歴史
キム・ジヌはもともとキューブエンターテインメントのミュージックキューブの代表取締役であった。練習室のレンタル事業を担当した後、AN Bridge、Rainbow Bridge Academy、ENB Academy Practical Music Academyを開設し、 Modern＆Bridgeという名前で統合して事業を拡大。 
2010年3月5日、彼は後に最初のOEM会社であるRainbow Bridge Agencyを設立。この会社は、ボーカル、ダンス、演技、言語など、通常のエンターテインメント会社と同様のプロセスで研修生ではない学生をトレーニングするために運営されていた。
2021年4月、芸能事務所のWMエンターテインメントを買収・合併した。
2022年1月26日、芸能事務所のDSPメディアの株を51%以上取得して買収・合併した。同年12月29日には、制作会社、芸能事務所のアーバンワークスメディアの株を50%取得して買収した。

## 子会社・レーベル
- Cloud R

2016年5月27日、イ・ソンヨンとのRBW共同協力により、独立したサブレーベルが設立された。
- All Right Music

All Right Musicは、ラッパーのBasickとRBWプロデューサーのイム・サンヒョクが設立したヒップホップレーベル。2017年3月に設立されたこのレーベルは、ヒップホップシーンに焦点を当てるためにRBWによって設立された。
- RBW Vietnam

2016年、RBWは、ベトナム地域でのオーディションとアーティスト育成のために、ネイバーと共同でベンチャー企業としてベトナムにサブエージェンシーを設立した。
2020年2月にベトナムのボーイズグループD1Verseがデビュー。このグループ全員ベトナム人メンバーによって結成され、K-POPレーベルによってプロデュースされるのはベトナムで最初のボーカルグループ。
- RBW JAPAN

2017年、RBWは、日本地域でのオーディションとアーティスト育成のために、日本にサブエージェンシーを設立した。
2020年、RBW JAPANは男性練習生バンド「RBWJBOYZ」の結成を発表。RBW初の全日本バンドである。
- Modern RBW

RBWプロデューサーのキム・ヒョンキュとModernK Music Academyが合同で、シングルのプロジェクトシリーズリリースで認知される意欲的なアーティストを促進することを目的とした新しいサブレーベル「Modern RBW」を結成した。
- WMエンターテインメント
- DSPメディア
- アーバンワークスメディア

## 所属アーティスト

### RBW
| - MAMAMOO - MAMAMOO+ - VROMANCE - ONEUS - PURPLE KISS - KARA（2022年移籍） - NXD（練習生グループ） - RB-INJ（弦楽団） - ONEWE（2017年移籍） | - ムンビョル - ソラ - パク・ヒョンギュ - パク・ジャンヒョン - David Young（2022年加入） - ギウク - スアン - レイチェル（元APRIL、2023年移籍） - レイブン（元ONEUS） - パク・ジウン（元PURPLE KISS） |

### WMエンターテインメント
| - B1A4 - OH MY GIRL - ONF | - サンドゥル - ユア - イ・チェヨン（元IZ*ONE） |

### DSPメディア
| - KARD - MIRAE - BABY BLUE（2022年移籍） - YOUNG POSSE - ホ・ヨンジ - BM（ビーエム） - イ・ジンゼ（이진재、2022年移籍） - アン・イェウン（안예은、2023年移籍） |

#### 俳優
| - イ・ジヒョン（이지현） - イ・ズンオク（이중옥） - イ・ヒョンフン（이형훈） - オ・ヘウォン（오혜원） - チョン・イェジン（정예진） - ユン・ゾンフン（윤정훈） - アン・ソヒョン（안서현） | - イ・ソヨン（이서영） - ズヒョン（주현） - ソンテ（성태） - ファン・ギョンハ（황경하） - ハン・ゼイ（한제이） - ギム・체ウォン（김채원） - ギム・ミン（김민、2023年移籍） |

### RBW Japan

#### 歌手グループ
- KARA - 2010年日本デビュー。EMI Recordsが音楽出版を担当。
- MAMAMOO - 2018年日本デビュー。ビクターエンタテインメントが音楽出版を担当。
- KARD - 子会社DSPメディア所属の男女混成グループ。
- ONEWE - 2019年日本デビュー。インディーズレーベルGEMS Recordsが音楽出版を担当。
- ONEUS - 2019年日本デビュー。キッスエンタテインメントが音楽出版を担当。
- PURPLE KISS - 2023年日本デビュー。ビクターエンタテインメントが音楽出版を担当。
- MIRAE - 子会社DSPメディア所属の7人組ボーイズ・グループ。
- CSR - 2024年日本デビュー。POPMUSIC所属の7人組女性アイドルグループ。RBWが日本活動の管理を担当。

## 所属ソングライター[3]

### 製作総指揮
- キム・ドフン（金度勳、김도훈）[4] - RBWの共同代表、製作総指揮。MAMAMOOのメインプロデューサー。
- ミン・ミョンギ（민명기）[5] - DSPメディアの製作総指揮。グッドフェラス·エンターテインメントの元社長。

### 取締役
- ファン・ソンジン（黃成進、황성진）[6] - 所属作詞家、作曲家、プロデューサー。Music Cube所属プロデューサー。
- イ・サンホ（李相昊、이상호）[7] - 所属作曲家、プロデューサー。ONEUSのメインプロデューサー。プロデューサーチーム「仮面ライダー」（가면라이더）メンバー。
- クォン・ソクホン（權石泓、권석홍）[8] - 所属作曲家、編曲家、プロデューサー。RB-INJの音楽総監督。
- キム・ヒョンギュ（金亨奎、김형규）[9] - 所属作詞家、作曲家、プロデューサー。モダンK実用音楽学院代表。東亜放送芸術大学教授。
- ソン・ジュノ（宋俊昊、송준호）[10] - 所属作詞家、声楽指導。レインボーブリッジミュージックアカデミー院長。

### 音楽プロデューサー
- イム・サンヒョク（임상혁／LEEMSSANG）[11] - 所属作曲家。All Right Music 代表。プロデューサーチーム「Firebat」（파이어뱃）メンバー。
- チョン・ダウン（전다운）[12] - 所属作曲家。ONEWEのメインプロデューサー。「Firebat」メンバー。
- パク・ジヨン（박지영）[13] - 所属作曲家。主に「Davve」の名前で創作する。PURPLE KISSのメインプロデューサー。
- ソ・ヨンベ（서용배）[14] - 所属作曲家。作家イギと共に「イギヨンベ」として活動。「仮面ライダー」メンバー。
- チェ・ガプウォン（최갑원）[15] - 所属作詞家、作曲家。最近は「가들」の名前で創作する。
- チェ・ヨンチャン（최용찬）[16] - 所属作曲家。シンガーソングライター「lunCHbox」（런치박스）名義で曲をリリースしている。[17]
- ユン・ヨンジュン（윤영준）[18] - 所属作曲家。
- キム・ギヒョン（김기현）[19] - 所属作曲家。主に「Cosmic Sound」（코스믹사운드）という名前で女性シンガーソングライターCosmic

Girlと共同作業する。
- イ・フサン（이후상）[20] - 所属作曲家。
- キム・ヨンヒョン（김영현）[21] - 所属作曲家。主に「ココア豆腐パパ」（코코두부아빠）の名前で創作する。「Firebat」メンバー。
- ユ・ジュイ（유주이）[22] - 2016年ソロデビューの女性歌手、所属作曲家、主に「Cosmic Girl」（코스믹 걸）という名前。「RaNia」の元メンバー、ジュイ（Jooyi、주이）。
- イ・ソクズ（이석주）[23] - DSPメディアの所属作曲家。グッドフェラス·エンターテインメント出身。
- イ・ユルイ（이율이）[24] - DSPメディアの所属作曲家。グッドフェラス·エンターテインメント出身。

## 過去の所属アーティスト

### RBW／WAエンターテインメント

#### グループ
- Geeks（긱스、ギークス）（2011年 - 2016年、GRANDLINEとの共同管理）- 2011年デビューの男性ヒップホップデュオ。2016年からGRANDLINE独自管理。
- PHANTOM（2012年 - 2017年、BRANDNEW MUSICとの共同管理）- 2012年デビューの男性3人組音楽グループである。2017年解散。
- Obroject（오브로젝트、オブジェクト）（2014年 - 2019年、TS&エンターテインメントとの共同管理）- 実の兄弟で構成されたデュオ。2019年解散。
- P.O.P （2017 ｰ2017）

#### ソロ歌手
- eSNa（에스나、エスナ）（2014年 - 2017年）- 2014年歌手として正式に韓国でデビューした女性シンガーソングライター。2017年、BRANDNEW MUSICに移籍。
- ヤンパ（양파、Yangpa）（2015年 - 2018年）- 1996年にデビューし、90年代後半の韓国を代表する女性歌手。2018年RBWとの契約満了後、現在独立芸能人として活動中。
- Monday Kiz（먼데이 키즈、マンデーキッズ）（2016年 - 2018年）- 、2005年に結成した男性R&Bグループだ。2016年、メンバーのイ・ジンソンは軍服務を終えた後、「Monday Kiz」という名前で1人体制で活動し、RBWに入社した。2018年、個人事務所のMonday Kiz Companyを設立し移籍。
- フィイン（2014年 - 2021年）- 2018年ソロデビューの女性歌手、「MAMAMOO」のメンバー。2021年6月にRBWとの専属契約を終了、グループ活動は2023年まで継続。[25]

#### 音楽プロデューサー
- パク・ウサン（朴㥥潒、박우상）[26] - 2021年、WAKEONEに移籍。
- キム・ミンギ（김민기）[27] - 2022年脱籍。主に「ミンキ」（밍키）という名前。

#### 練習生
- チェ・ジェウ（최재우）- J-Floエンターテインメントに移籍。2019年には7人組男性アイドルグループNewKiddのメンバー「JiAnn」（지안）でデビューした。
- チョン・ミンウク（전민욱）- MBKエンターテインメントに移籍。2020年には9人組男性アイドルグループBAE173のメンバー「ジェイミン」（제이민、J-MIN）でデビューした。

### RBW Japan

#### 練習生
- 佐藤 隆士（2020年 - 2020年）- RBW JBOYZの元メンバー。「PRODUCE 101 JAPAN」に出演、最終順位23位。2020年末に退社。
- 佐々 凌摩（ささ りょうま）- 2021年加入、同年退社。
- 隅田 隼平（すみた じゅんぺい）- 2020年加入、2022年退社。「創造営2021」に出演。法政大学デザイン工学研究科院生。
- 田口 馨也（たぐち けいや）- 2020年加入、2022年退社。「PRODUCE 101 JAPAN」に出演、最終順位65位。「創造営2021」に出演。元BOYS AND MEN研究生東京。

### RBW Vietnam
- Jin Ju（진주、ジンジュ）（2018年 - 2020年）- 2018年デビュー、ベトナムで活動する韓国系女性歌手。
- D1Verse（ダイバーズ）（2020年 - 2022年）- 2020年ベトナムデビューの5人組ボーイズ・グループ、2022年解体。
  - Trần Bình（チェン・ビン）（2019年 - 2020年）- D1Verseの元メンバー。2020年、個人の不正行為による専属契約の早期終了。

### All Right Music
- Basick（베이식）（2015年 - 2018年）- 2008年デビューした男性ラッパー。2015年「SHOW ME THE MONEY」シーズン4で優勝する。2017年、RBWのサブレーベル「All Right Music」に移籍。2018年、OUTLIVEを設立し移籍。
- Marvel J（마블제이）（2016年入社）- 2014年独立デビューした男性ラッパー。2017年、RBWのサブレーベル「All Right Music」に移籍。2020年、軍服務を終えた後、Luminant Entertainmentに移籍。
- B.O.（비오）（2017年 - 2020年）- 2015年アンダーグラウンドデビューした男性ヒップホップ歌手。2020年、個人事務所のMYFBを設立し移籍。

### Cloud R
- M.A.S 0094／MAS（2015年 - 2019年）- 2015年に結成の5人組男性バンド。デビュー当時はModern Musicがマネジメントを、RBWのサブレーベル「Cloud R」が音楽制作を担当した。2017年からRBWが管理するようになり、名前は「MAS」に変更された。2019年、メインレーベルに移籍して「ONEWE」という名前で再デビューした。（上の#所属アーティストも参照）

## 受賞歴
| 年度   | 内容 |
| ------ | --- |
| 2011年 | - 第1回 韓国音楽著作権大賞 ロック部門 作曲家賞 - キム・ドフン、イ・サンホ （受賞作：CNBLUE -「외톨이야 (Loner)」） |
| 2014年 | - 第6回 Melon Music Awards ソングライター賞 - キム・ドフン （受賞作：ソユ&チョン・ギゴと(정기고) -「썸 (Some)」、Ailee -「손대지마 (Don't Touch Me)」） - 第4回 Gaon Chart Music Awards 作曲家賞 - キム・ドフン - 第1回 著作権大賞授賞式 ポップ部門 作曲大賞 - キム・ドフン |
| 2015年 | - 大韓民国産業通商資源部長官表彰 青年企業人賞 - キム・ジヌ - 大韓民国ソウル地方警察庁長感謝状表彰 - キム・ジヌ |
| 2016年 | - 大韓民国知識経営大賞 大衆文化部門 最優秀賞 - キム・ジヌ - 第3回 著作権大賞授賞式 ポップ部門 作曲大賞 - キム・ドフン |
| 2017年 | - 韓国芸能製作者協会 今年の企画者賞 - キム・ジヌ - ベトナムV Live 2017 最高のプログラム賞 - キム・ジヌ - 第1回 Soribada Best K-Music Award プロデューサー賞 - ソ・ヨンベ （作曲家イギ（이기）と「イギヨンベ」（이기용배）の名で共同受賞。）                                 |
| 2018年 | - 第2回 Soribada Best K-Music Award プロデューサー賞 - キム・ドフン |
| 2019年 | - 韓国芸能製作者協会 文化体育観光部長官賞 - キム・ジヌ |
| 2020年 | - 第4回 Soribada Best K-Music Award プロデューサー賞 - キム・ドフン - 大韓民国中小ベンチャー企業部 長官賞 - キム・ジヌ |